# 프데리크
프데리크(프랑스어: Fderîck)는 모리타니 북부에 위치한 도시로, 행정 구역상으로는 티리스젬무르 주에 속한다. 사하라 사막 중간에 위치하며 대규모 철광석 광산이 매장되어 있다. 이 곳에서 생산된 철광석은 주에라트에서 누아디부를 연결하는 철도로 운송된다.